# Deggingen
Deggingen település Németországban, azon belül Baden-Württembergben. Lakosainak száma 5295 fő (2023. december 31.).

## Népesség
A település népessége az elmúlt években az alábbi módon változott:
| Lakosok száma | 4753 | 5305 | 5651 | 5713 | 5556 | 5771 | 5658 | 5664 | 5227 | 5295 |
|               | 1961 | 1967 | 1974 | 1980 | 1986 | 1993 | 1999 | 2005 | 2012 | 2023 |